# ベースバンド
ベースバンド・基底帯域（英: baseband）は、伝送工学において、情報そのものを含む信号の帯域である。搬送波を利用する、各種の無線方式をはじめとする電気通信が一般化した現在では、そのような帯域の電気信号そのものも指す。
アナログの電気通信または媒体への記録においては、物理現象が最初に電気信号に変換されたときの電気信号の帯域、または変調を経た後、復調されて再び元の物理現象に変換される前の最後の電気信号の帯域である。
ディジタルの電気通信または媒体への記録（伝送路符号化を参照）においては、アナログ信号がディジタル信号に変換されたときの電気信号の帯域、または変調を経た後、復調されて再びアナログ信号に変換される前の最後のデジタル信号の帯域である。
変復調をするシステムでは、アナログ・ディジタルいずれの場合においても、変調前の信号および復調後の信号をベースバンド信号と言い、ベースバンド信号を扱う回路をベースバンド回路と言う。他にも、ベースバンド部（BB部）、ベースバンドモジュール（BBモジュール）、ベースバンドユニット（BBユニット）、ベースバンドIC（BBIC）、ベースバンド担当（ベースバンド部を担当する設計者）という風にも使われる。無線機ではRFの対義語として使われることもある。
古典的な電話などのように、ベースバンドの信号をそのまま伝送する方式をベースバンド伝送という。

## 脚註